# カイパー (水星のクレーター)
カイパー (Kuiper) は、水星の中規模クレーター。中央丘は南緯11度、西経31.5度に位置する。直径は60キロメートルであり、天文学者ジェラルド・カイパーにちなんで命名された。水星の表面で最も高いアルベドであることから、最も若いクレーターであると推測されている。
カイパーは、ムラサキ・クレーターの北側のリム上に位置している。